# Campeonato Mundial de Corta-Mato de 1989
O 17º Campeonato Mundial de Corta-Mato foi realizado em 19 de março de 1989, em Stavanger, Noruega. 

## Resultados

### Corrida Longa Masculina

#### Individual
| Medalha | Atleta          | País        | Tempo     |
| Ouro    | John Ngugi      | Quênia      | 39:42 min |
| Prata   | Tim Hutchings   | Reino Unido | 40:10 min |
| Bronze  | Wilfred Kirochi | Quênia      | 40:21 min |

#### Equipas
| Medalha | Selecção | Marca   |
| Ouro    | Quênia · John Ngugi (1º) · Wilfred Kirochi (3º) · Andrew Masai (7º) · Kipkemboi Kimeli (8º) · Moses Tanui (9º) · Joseph Kiptum (16º)               | 44 pts  |
| Prata   | Reino Unido · Tim Hutchings (2º) · Gary Staines (14º) · Dave Clarke (15º) · Craig Mochrie (22º) · David Lewis (45º) · Richard Nerurkar (49º)       | 147 pts |
| Bronze  | Etiópia · Tesfaye Tafa (5º) · Bekele Debele (13º) · Wolde Silasse Melkessa (27º) · Melese Feissa (33º) · Debebe Demisse (37º) · Haji Bulbula (47º) | 162 pts |

### Corrida Júnior Masculina

#### Individual
| Medalha | Atleta            | País    | Tempo     |
| Ouro    | Addis Abebe       | Etiópia | 25:07 min |
| Prata   | Kipyego Kororia   | Quênia  | 25:31 min |
| Bronze  | Stephenson Nyamau | Quênia  | 25:33 min |

#### Equipas
| Medalha | Selecção | Marca  |
| Ouro    | Quênia   | 14 pts |
| Prata   | Etiópia  | 22 pts |
| Bronze  | Itália   | 76 pts |

### Corrida Longa Feminina

#### Individual
| Medalha | Atleta             | País            | Tempo     |
| Ouro    | Annette Sergent    | França          | 22:27 min |
| Prata   | Nadezhda Stepanova | União Soviética | 22:34 min |
| Bronze  | Lynn Williams      | Canadá          | 22:41 min |

#### Equipas
| Medalha | Selecção | Marca  |
| Ouro    | União Soviética · Nadezhda Stepanova (2ª) · Yelena Romanova (9ª) · Natalya Sorokivskaya (20ª) · Regina Chistyakova (27ª) | 58 pts |
| Prata   | França · Annette Sergent (1ª) · Maria Lelut (10ª) · Martine Fays (17ª) · Marie-Pierre Duros (32ª)                        | 60 pts |
| Bronze  | Estados Unidos · Lynn Jennings (6ª) · Margaret Groos (16ª) · Carla Borovicka (21ª) · Annette Hand (25ª)                  | 68 pts |

### Corrida Júnior Feminina

#### Individual
| Medalha | Atleta         | País            | Tempo     |
| Ouro    | Malin Ewerlöf  | Suécia          | 15:23 min |
| Prata   | Olga Nazarkina | União Soviética | 15:30 min |
| Bronze  | Esther Saina   | Quênia          | 15:41 min |

#### Equipas
| Medalha | Selecção        | Marca  |
| Ouro    | Quênia          | 40 pts |
| Prata   | União Soviética | 68 pts |
| Bronze  | Portugal        | 84 pts |